# Anisodes nebuligera
Anisodes nebuligera är en fjärilsart som beskrevs av Butler 1881. Anisodes nebuligera ingår i släktet Anisodes och familjen mätare. Inga underarter finns listade i Catalogue of Life.